# イノモトソウ科
イノモトソウ科（イノモトソウか、学名: Pteridaceae）は、シダ植物の科の一つ。胞子嚢群が脈に沿って生じ、包膜を持たないのが基本的な特徴である。非常に多くの属種を含み、歴史的には細分や統合が繰り返されてきた群である。

## 特徴
地上生、岩上生、着生など様々な形があり、また沈水生の種もある。
根茎は匍匐するもの、斜めに立つもの、直立するものがあり、鱗片と毛、あるいは毛のみを生じる。管状中心柱か網状中心柱を持ち、腹背の区別のあるものとないものがある。
葉には胞子葉と栄養葉の区別があるものとないものがあり、葉は単葉のもの、1回羽状のもの、あるいは更に切れ込むものや偽叉状に分岐し、葉軸の上面に溝があるものが多く、また羽軸に流れ込むものが多い。
胞子嚢群は葉の裏面の縁沿いに着くか、あるいは縁よりやや内側の葉脈上に着き、苞膜はないが、葉の縁が裏側に反り返って胞子嚢群を包むようになる、いわゆる偽苞膜を持つものもある。胞子嚢の環帯は垂直方向に着き、胞子嚢当たりの胞子数は64個、あるいは32個が多い。
配偶体は多くのもので緑色で心臓形であるが、シシラン亜科では不定形になるものがある。

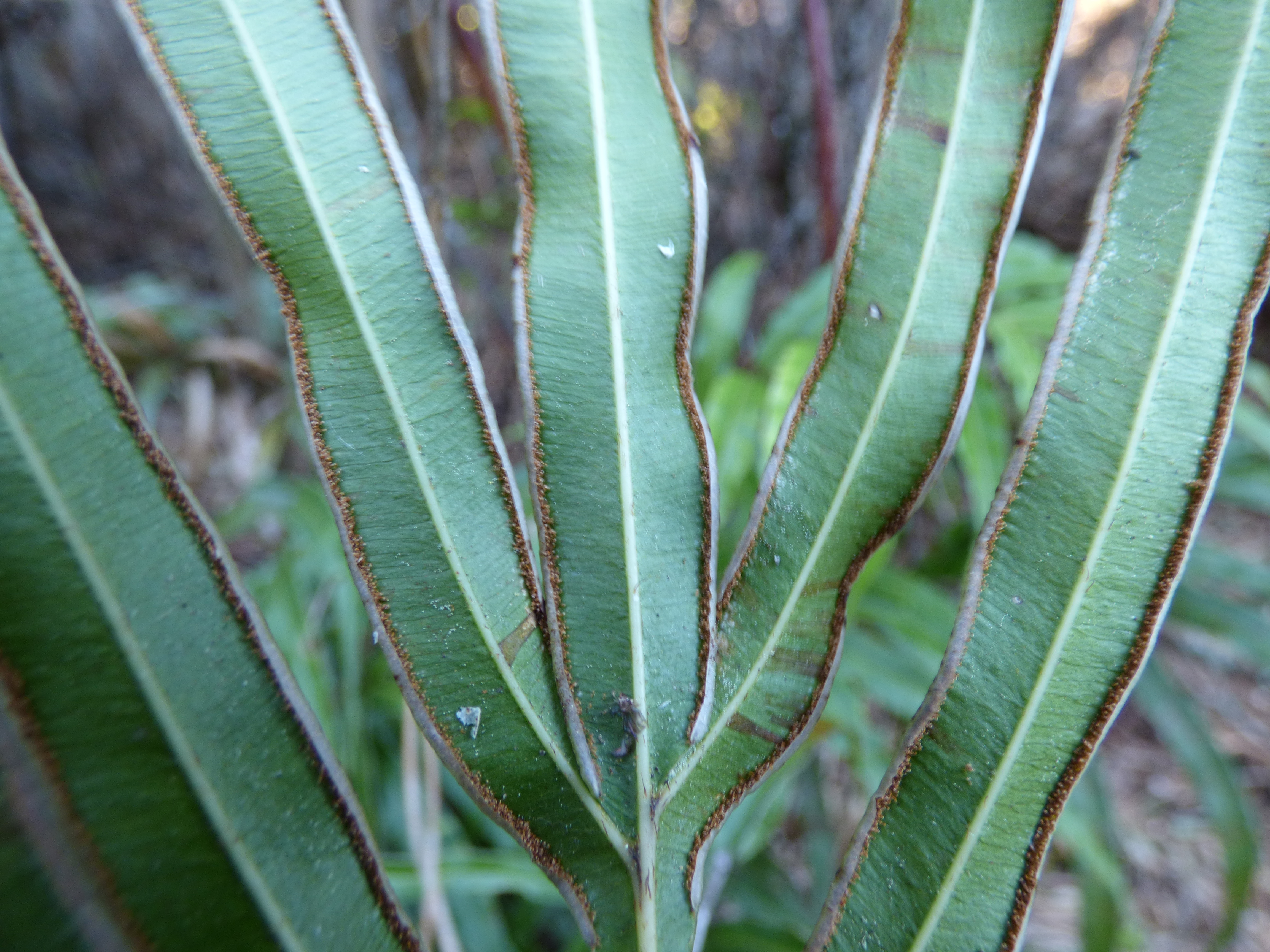
オオバノイノモトソウの胞子嚢群 葉の縁に伸び、偽苞膜に包まれる
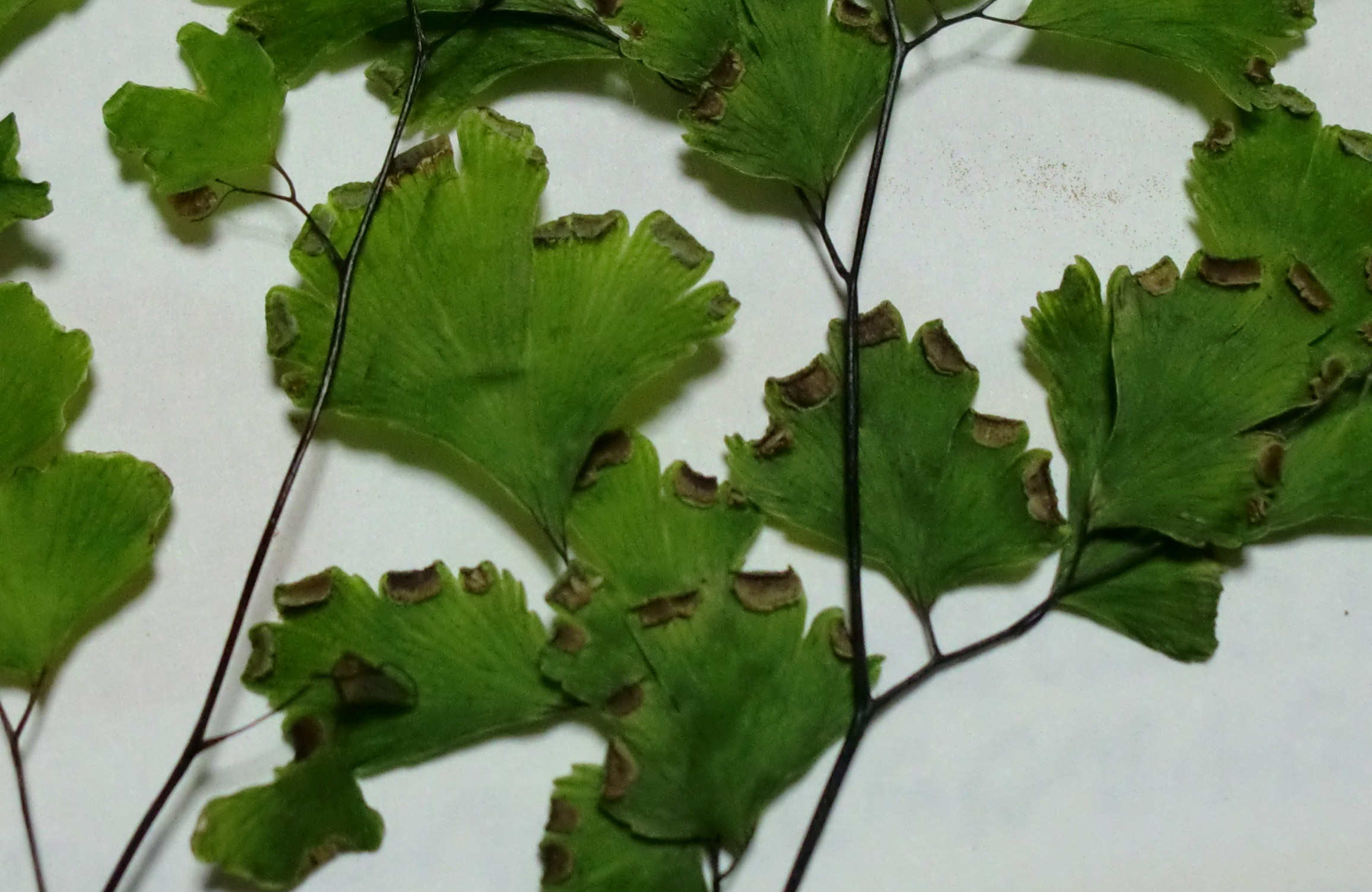
ホウライシダの胞子嚢群

## 分類
本科には50属以上、100を超える種が含まれており、薄嚢シダ類（普通のシダ類全部）の多様性のおよそ10%を占めている。
本科は今も大きな群であるが、以前にはそれ以上に広範な群を含むものであった。田川 (1962)にはこれが『系統的にまとまった群』であることを認めつつも内容の幅が広すぎるとし、その原因を共通の起源を持つ複数の群を一纏めにしたためと評し、それについては研究不足としつつ以下の科に分ける扱いを仮説的に示している。
- タカワラビ科
- コバノイシカグマ科
- ホングウシダ科
- イノモトソウ科
- ホウライシダ科

これらの群は程なくそれぞれ独立の科として分離され、岩槻編 (1994)では本科について『属の範囲の設定は研究を要する』としつつも本科の属は「熱帯を中心に5－7属」としている。
しかし分子系統の進歩でそれらは見直されることになった。海老原 (2016)では従来の体系から見ると11もの科に跨がるものが含まれており、逆に従来はここに含めることが多かったカラクサシダ属（学名: Pleurosoriopsis）はウラボシ科に移されたものとなっている。ホウライシダ科は吸収され、他にも幾つかの科から本科に持ち込まれた属があり、他方でホングウシダ科、タカワラビ科は現在もそれぞれ別科となっており、コバノイシカグマ科については独立科とはするも本科との関係については未解決とのこと。
例えば以前は別科とされたものが現在は本科に組み入れられているものにシシラン科のものがある。ホウライシダ属とかつてシシラン科とされていたもの（シシラン属・タキミシダ属）については、形態的にははっきりと異なり、違いの定義が可能なものではあったが、分子系統の解析ではシシラン科のものがホウライシダ属の内群になる、との結果が再三報告されてきた経緯があり、情報量を増やした近年の解析の結果、この2つのグループが内群ではなく姉妹群を成す、との結果が認められるようになった。
分子系統の情報によると、本群はウラボシ目の系統樹の一番基部で分化した系統に含まれ、その中で最大のものとなっている。

### 下位分類
海老原 (2016)には以下のものが示されている。
- Cryptogrammoideaeリシリシノブ亜科
  - Coniogramme イワガネゼンマイ属、Cryptogramma リシリシノブ属、Liavea
- Ceratopteridoideae ミズワラビ亜科
  - Acrostichum ミミモチシダ属、Ceratopteris ミズワラビ属
- Pteridoideae イノモトソウ亜科
  - Actiniopteris アクティニオプテリス属、Angramma ハニカラクサ属、Austrogramme、Cerosora、Cosentinia、Jamesonia、Nephopteris、Onychium タチシノブ属、Pityrogramma ギンシダ属、Pteris イノモトソウ属、Pterozonium、Syngramma、Taenitis
- Cheilanthoideae エビガラシダ亜科
  - Adiantopsis、Argyrochosma、Aspidotis、Astrolepis、Bommeria、Calciphilopteris、Cassebeera、Cheilanthes エビガラシダ属、Cheiloplecton、Dorypteris フウロシダ属、Gaga、Hemionitis、イヌアミシダ属、Mildella、Myriopteris、Notholaena チャイロエビガラシダ属、Paraceterach、Paragymnopteris ケガワシダ属、Pellaea イヌウラジロシダ属、Pentagramma、Trachypteris、Tryonella
- Vittarioideae シシラン亜科
  - Adiantum ホウライシダ属、Ananthacorus、Anetium、Antrophyum タキミシダ属、Haplopteris シシラン属、Monogramma イトスゲシダ属、Polyaenium、Radiovittarina、Rheopteris、Scoliosorus、Vittarina

上記のうちで日本から知られているのは以下の10属、および外来種の1属がある。それぞれ代表種とともに示す。
- リシリシノブ属：リシリシノブ・ヤツガタケシノブ
- イワガネゼンマイ属：イワガネソウ・イワガネゼンマイイワガネソウ
- ミズワラビ属：ミズワラビ・ヒメミズワラビ
- ミミモチシダ属：ミミモチシダ

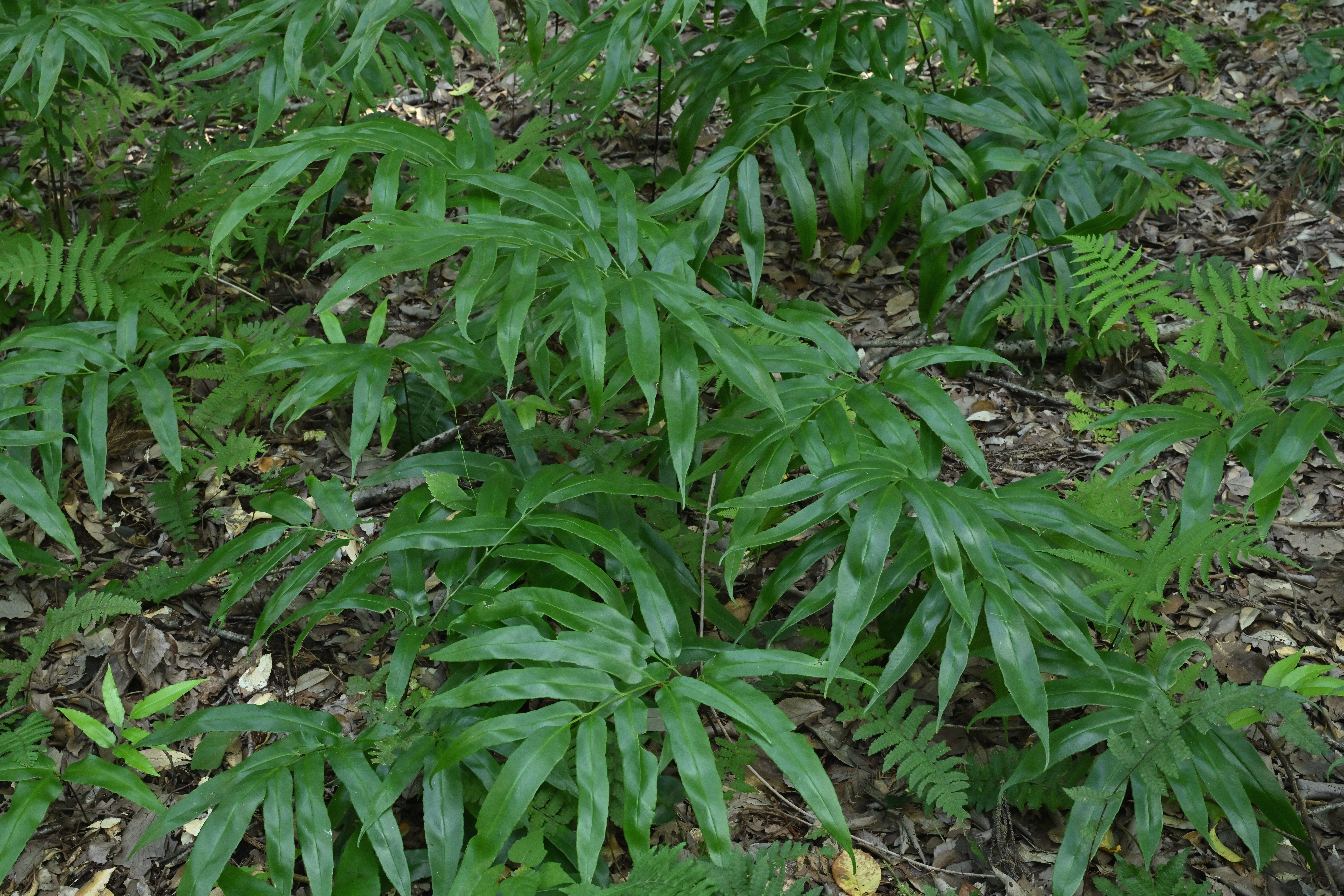
イワガネソウ

- イノモトソウ属：モエジマシダ・イノモトソウ・オオバノイノモトソウ・マツザカシダ・ナチシダ・アマクサシダ・ハチジョウシダ
- タチシノブ属：タチシノブ
- ギンシダ属：ギンシダ(外来種)
- エビガラシダ属：ヒメウラジロ・エビガラシダ
- ホウライシダ属：ホウライシダ・ハコネシダ・クジャクシダ
- シシラン属：シシラン・アマモシシラン
- タキミシダ属：タキミシダ・シマタキミシダ